# Акбашев, Кабир Мухаметшарипович
Кабир Мухаметшарипович Акбашев (баш. Кәбир Мөхәмәтшәрип улы Аҡбашев) — башкирский драматург, прозаик. Член Союза писателей Башкирской АССР (1990). Заслуженный работник культуры Республики Башкортостан (2000). Лауреат премии имени Гали Ибрагимова (1998) и Джалиля Киекбаева.

## Биография
Акбашев Кабир Мухаметшарипович родился 10 марта 1932 года в деревне Новозаитово Красноусольского района Башкирской АССР.
В 1957 году стал сотрудником Гафурийской районной газеты «Коммунизм байрағы» (ныне «Звезда»). В 1963 года начал работать в Стерлитамакской районной газете «Знамя коммунизма» (ныне «Сельская новь»). В 1970 году окончил Стерлитамакский педагогический институт.
В 1977 году занял должность главного редактора Государственного телерадиокомитета Башкирской АССР по Стерлитамакской зоне. В 1992 году стал ответственным редактором Стерлитамакской телерадиокомпании «Экран», а в 2000 году — ответственным секретарём Стерлитамакской писательской организации Союза писателей Башкортостана.
Скончался 6 февраля 2019 года.

## Творческая деятельность
В 1986 году был издан первый поэтический сборник для детей «Йәшә, ҡояшҡай!» («Здравствуй, солнышко!»). Позже вышли книги «В ладоши хлопает скворец» и «Отчего плачет лебедь?», также посвященные для детей.
Кабир Акбашев является автором драм «Ашҡаҙар» (1973; «Ашкадар»), «Китмә, Рөстәм» (1981; «Не уходи, Рустам»), «Йәшлегем тирәктәре» (1989; «Тополя моей юности»), «Надежда моя, Актулум», «Соседи по огню», комедий «Сибәр ҡатын» (1994; «Красивая женщина»), «Һипкелле ҡыҙ» (1995; «Девушка с веснушками») и других, которые были поставлены в республиканских театрах. Также по пьесам Акбашева были показаны спектакли Республиканского театра кукол «Похитители воды» и Стерлитамакского русского драматического театра «Не плачь, Беркут мой!».
На стихи Кабира Акбашева композиторами Н. А. Даутовым, Р. Х. Сахаутдиновой, Р. М. Хасановым и другими было создано более 50 песен.
В 1995 году на сцене Салаватского башкирского драматического театра была поставлена пьеса Кабира Мухаметшариповича — «Девушка с веснушками» (режиссёр — Раушания Назарова), и с успехом шла более 10 лет. Видеозапись этой музыкальной комедии хранится в фондах Башкирского телевидения. В 2014 году эта комедия снова вернулась в репертуар того же театра в постановке молодого режиссёра Равиля Хакимова.
- К.Акбашев "Девушка с веснушками" (2014)
- К.Акбашев "Девушка с веснушками" (1995)

## Книги
- Илама, Бөркөтөм минең драма. Өфө, 1987.
- Төнгө тауыштар: повестар һәм хикәйәләр. Өфө, 1996.
- Драмалар һәм комедиялар. Өфө, 2002.